# Милльштеттер-Зе
Милльштеттер-Зе (нем. Millstätter See) — озеро на юге Австрии.

## Описание

Карта озера

Озеро расположено на высоте 580 м высота над уровнем моря. Второе по площади озеро федеральной земли Каринтии и крупнейшее озеро в Австрии по объёму воды. Занимает площадь 13,25 км². Максимальная глубина 140 метра. Средняя глубина — 87 м. Площадь водосборного бассейна составляет 280 км². Крупнейшая река, впадающая в озеро — Ригербах. На берегах этой реки находится город Радентайн в котором действует завод по переработке магнезита. Загрязнение сточными водами этого завода приводит к подщелачиванию воды в озере, мутности воды и, возможно, вызывает процессы эвтрофикации. С 1974 года на озере выполняются экологические исследования по программе «Человек и биосфера». Озеро является популярным туристическим объектом.